# Збагачення рідкіснометалічних руд хлоруванням
Збагачення рідкіснометалічних руд хлоруванням
Із світової практики відомо три способи промислової реалізації процесу хлорування:
- хлорування брикетованої шихти в хлораторах шахтного типу,
- хлорування в розплаві, та
- хлорування в киплячому шарі.

Перед хлоруванням сировина може піддаватися попередній хіміко-металургійній підготовці: обробці кислотами або лугами, плавці з отриманням багатих рідкісними металами шлаків, або сумішей металів, їх карбідів та нітридів.
Один зі способів хлорування застосовується у промисловій практиці для переробки лопаритових концентратів, що містять, мас.%: 8,5-9,0 (Nb, Ta)2O5 (при відношенні Nb: Ta = 15-17); 34,0-36,5 TiO2; 28,0-31,0 (La, Ce…)2O3; 6,0-8,0 CaO; 7,0-8,0 Na2O; в невеликій кількості оксиди K, Sr, Al, Fe, а також 0,2-0,7 ThO2. Хлорування проводять в хлораторах шахтного типу з брикетованою шихтою або хлораторах з соляним розплавом.
У першому випадку відновлювачем слугує нафтовий кокс, який подрібнюють, змішують з концентратом з додаванням у суміш в'яжучих речовин — нафтового або кам'яновугільного пеку або сульфітно-целюлозного лугу, та брикетують. Брикети прожарюють без доступу повітря при температурі 800—900 оС для вилучення вологи, летких складових, підвищення шпаруватості, та надання міцності. Далі брикети завантажують в хлоратор та подають хлор. Парогазова суміш (ПГС), що містить леткі хлориди ніобію, танталу, цирконію, гафнію, титану, кремнію, частково заліза та алюмінію, з хлоратора потрапляє в пилові камери, в яких підтримують температуру на рівні 160—180 оС. В камерах конденсуються хлориди ніобію, танталу, цирконію, гафнію, заліза та алюмінію. Далі ПГС надходить в перший зрошувальний скрубер, де зрошується чотирихлористим титаном. В скрубері уловлюються, в основному, тверді хлориди, які пройшли пилові камери.
Пульпа з першого скрубера направляється на відстоювання. Прояснена частина пульпи повертається на зрошування, а ущільнений осад направляють в піч переробки пульпи. В печі відбувається відгонка хлоридів титану і кремнію, які подаються далі на операції розділення і очищення. В другому скрубері відбувається конденсація хлоридів титану і кремнію.
Таким чином, в процесі хлорування утворюються: непрохлорований залишок (суміш оксидів та хлоридів), осад пилових камер, осад після печі переробки пульпи, суміш хлоридів титану і кремнію.
У другому випадку тонкоподрібнений концентрат у суміші з коксом подається в розплав киплячих хлористих солей. В нижню частину хлоратора через фурми надходить хлор, який барботує через розплав. Хлорування проводять безперервно при температурі 950—1000 оС. Під час процесу хлорування зайвий розплав безперервно зливається через спеціальний канал та збирається у накопичувачі, звідки прямує на вилучення рідкісноземельних металів. Перевага способу хлорування у соляному розплаві у порівнянні з хлоруванням брикетованих шихт полягає у виключенні трудомісткого процесу приготування брикетів та їх прожарювання, а також високій швидкості хлорування та, відповідно, високій питомій продуктивності хлоратора.
Парогазова суміш (ПГС), що утворюється в процесі хлорування, містить хлориди ніобію і танталу, титану, заліза, алюмінію, кремнію, а також СО2, СО, СОСl2 (фосген), Cl, HCl. На виході з хлоратора ПГС має температуру близько 750—800 оС. Для охолодження хлоридів застосовують розподільну систему, в який послідовно здійснюється конденсація твердих хлоридів ніобію і танталу у пилових камерах при температурі 140—200 оС, а потім рідких хлоридів титану і кремнію у зрошу¬валь¬них конденсаторах із зрошенням охолодженим TiCl4.
Існує багато методів доводки отриманих хлоридних продуктів до товарної продукції, два з яких являють найбільший інтерес для переробки руд Мазурівського рідкіснометалічного родовища. Перший з них полягає в тому, що хлориди пилової камери і непрохлорований залишок печі переробки пульп повторно хлорують для переведення оксихлоридів у хлориди. Далі здійснюють переведення легко леткого заліза у формі FeCl3 в FeCl2. Після цього проводиться фракційна перегонка хлоридів з розділенням їх на хлориди ніобію, танталу та інші. В цьому випадку спочатку отримують чисті хлоридні сполуки, які потім переводять в оксиди (наприклад, паровим гідролізом). Ця схема дозволяє отримати хлорид алюмінію як товарний продукт або напівпродукт для виробництва первинного алюмінію за технологіями, економічно більш вигідними, ніж традиційні.
Інший метод є чисто гідрометалургійним. При вилуговуванні водою, наприклад, осаду пилової камери, всі хлориди за виключенням хлоридів ніобію і танталу, перейдуть у розчин. Хлориди ніобію і танталу гідролізуються і залишаються в осаді у вигляді гідратів. Після фільтрації і промивки осад направляють на прожарювання з метою отримання суміші оксидів для виробництва фероніобію або подальшу переробку відомими методами з наступним розділенням сполук ніобію і танталу з отриманням оксидів цих елементів або інших сполук. В останньому випадку розчин обробляється сірчаною кислотою при нагріванні. В залежності від кінцевої кислотності і кількості кислоти з розчину виділяються відповідні сульфатні сполуки цирконію, прожарюванням яких буде отримано двоокис цирконію. Із залишків розчину після його нейтралізації отримують кек, який містить залізо та алюміній, та може використовуватися у виробництві фероалюмінію.
Осад після відстоювання пульпи першого зрошувального скрубера може бути переробленим по описаній вище схемі.
Суміш хлоридів титану і кремнію розділяють ректифікацією з наступною доочисткою хімічними та ректифікаційними методами. Хлориди титану і кремнію можуть бути товарною продукцією або перероблені в продукцію більш високого ступеню готовності. Зокрема, чотирихлористий кремній можна перевести в трихлорсилан — сировину для виробництва полікристалічного кремнію напівпровідникової чистоти.
Незважаючи на універсальність хлорного способу, який дозволяє відділити низькокиплячі хлориди ніобію і танталу від багатьох компонентів пустої породи, у ряді випадків його використання є економічно невиправданим (великі витрати хлору), або пов'язане з труднощами у розділенні компонентів парогазової суміші. Зокрема, це стосується продуктів з високим вмістом мінералів цирконію (бадделеїт, циркон). Промпродукти, які містять лужні та лужноземельні елементи, що утворюють легкоплавкі хлориди, доцільно хлорувати у соляному розчині. Якщо основна частина породотвірних мінералів представлена кварцом або польовошпат-амфіболітовими породами, треба віддати перевагу хлоруванню брикетованих шихт.
Способи хлорування дозволяють при відносно низьких температурах (673—1223 К) селективно переводити із сировини в газову фазу до 98-99 % ніобію і танталу. Але серйозним недоліком їх є складність апаратурного оформлення та висока його вартість, а також труднощі, пов'язані з утилізацією радіоактивних і хлористих відходів.